# Rzeczyca (gemeente)
De gemeente Rzeczyca is een landgemeente in het Poolse woiwodschap Łódź, in powiat Tomaszowski.
De zetel van de gemeente is in Rzeczyca.
Op 30 juni 2004 telde de gemeente 5041 inwoners.

## Oppervlakte gegevens
In 2002 bedroeg de totale oppervlakte van gemeente Rzeczyca 108,29 km², waarvan:
- agrarisch gebied: 75%
- bossen: 17%

De gemeente beslaat 10,56% van de totale oppervlakte van de powiat.

## Demografie
Stand op 30 juni 2004:
| Omschrijving                   | Totaal | Totaal | Vrouwen | Vrouwen | Mannen | Mannen |
| ------------------------------ | ------ | ------ | ------- | ------- | ------ | ------ |
| eenheid                        | aantal | %      | aantal  | %       | aantal | %      |
| inwoners                       | 5041   | 100    | 2441    | 48,4    | 2600   | 51,6   |
| bevolkingsdichtheid (inw./km²) | 46,6   | 46,6   | 22,5    | 22,5    | 24     | 24     |

In 2002 bedroeg het gemiddelde inkomen per inwoner 1398,38 zł.

## Administratieve plaatsen (sołectwo)
Bartoszówka, Bobrowiec, Brzeg, Brzozów, Glina, Grotowice, Gustawów, Jeziorzec, Kanice, Kawęczyn, Lubocz, Łęg, Roszkowa Wola, Rzeczyca (sołectwa: Rzeczyca I en Rzeczyca Nowa), Sadykierz, Wiechnowice, Zawady.

## Aangrenzende gemeenten
Cielądz, Czerniewice, Inowłódz, Nowe Miasto nad Pilicą, Odrzywół, Poświętne